# Codnor Castle
Codnor Castle er ruinen af en middelalderborg i Derbyshire, England.
Normanneren William Peverel lod de første dele af borgen opføre i anden halvdel af 1000-tallet. Henry de Grey fik slottet gennem sit ægteskab og lod det istandsætte i 1200-tallet, bl.a. med stendiger. I løbet af 1300-tallet foretog Richard de Grey mange forandringer. Den sidste ejer af de Grey-slægten var Richard de Grey, som døde 1496, hvorefter slottet blev solgt til kaptajn John Zouch. Dennes slægt ejede det frem til 1634, hvor det blev solgt til ærkebiskoppen af York. 
I dag ligger borgen i ruiner. English Heritage har sat den på sin liste over vigtige, truede fortidsminder, og ejeren UK Coal har afspærret adgang til den faldefærdige ruin.
I 2007 fandt man en velbevaret guldmønt fra 1400-tallet i slottet. Mønten er nu i Derby Museum and Art Gallery.